# Plectroglyphidodon lacrymatus

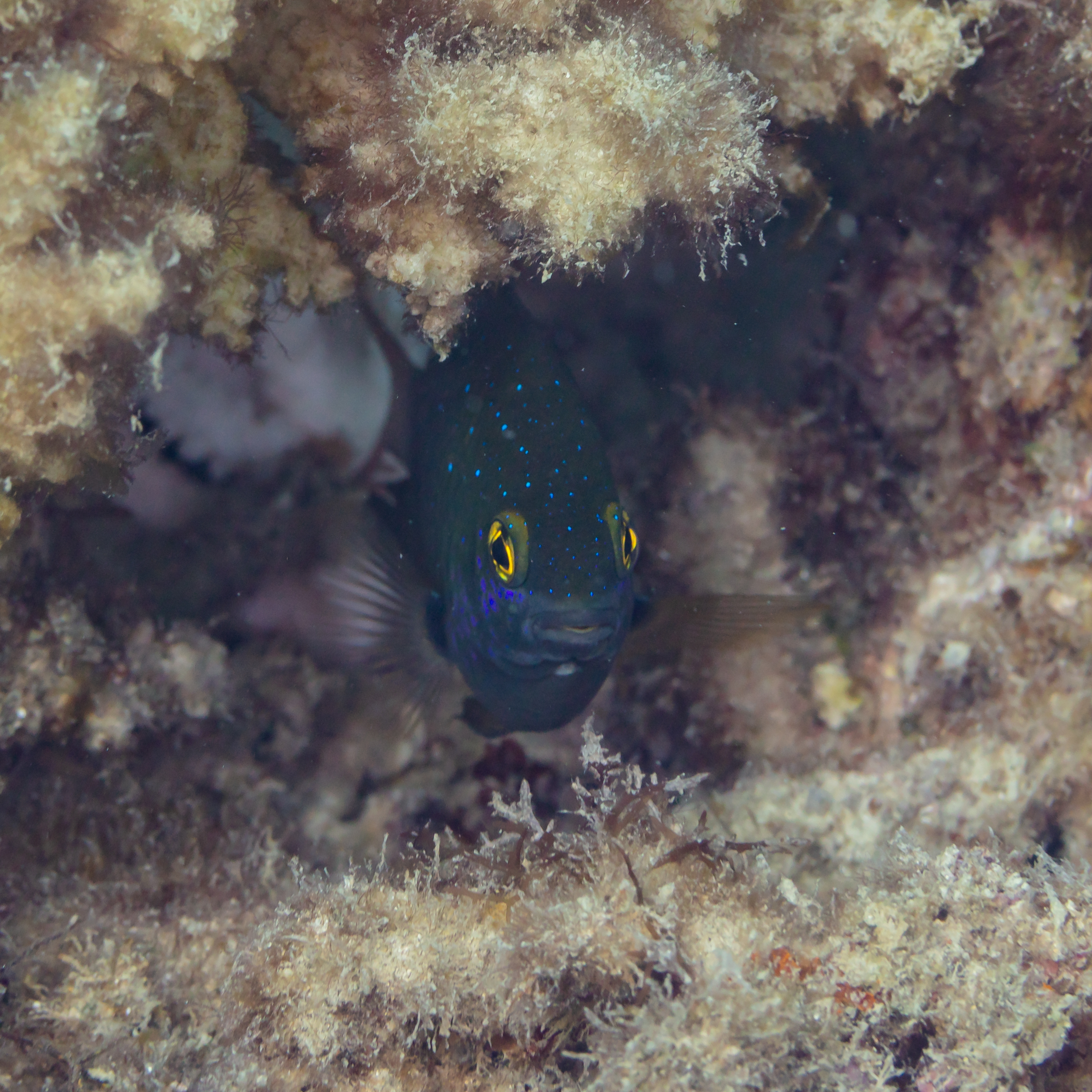
Detalle de un ejemplar en Zanzíbar, Tanzania.

Plectroglyphidodon lacrymatus es una especie de peces de la familia Pomacentridae en el orden de los Perciformes.

## Morfología
Los machos pueden llegar alcanzar los 10 cm de longitud total.

## Hábitat
Es un pez de mar.

## Distribución geográfica
Se encuentra desde el Mar Rojo y la África Oriental hasta las Islas Marshall, las Islas de la Sociedad, las Islas Ryukyu y Australia.